# Topojë
Topojë is een plaats en voormalige gemeente in de stad (bashkia) Fier in de prefectuur Fier in Albanië. Sinds de gemeentelijke herindeling van 2015 doet Topojë dienst als deelgemeente en is het een bestuurseenheid zonder verdere bestuurlijke bevoegdheden. De plaats telde bij de census van 2011 4246 inwoners.

## Bevolking
Volgens de volkstelling van 2011 telde de (voormalige) gemeente Topojë 4.246 inwoners. Dat is een daling vergeleken met het jaar 2001 toen er nog 5.508 personen werden geteld. De meeste inwoners zijn etnische Albanezen, gevolgd door etnische Aroemenen en Roma.
Van de 4.246 inwoners waren er 668 tussen de 0 en 14 jaar oud, 2.861 inwoners waren tussen de 15 en 64 jaar oud en 717 inwoners waren 65 jaar of ouder.

#### Religie
De grootste religie is de Albanees-Orthodoxe Kerk met 43,69 procent van de bevolking. 
| Religieuze samenstelling in de plaats (bashki) Topojë | Religieuze samenstelling in de plaats (bashki) Topojë | Religieuze samenstelling in de plaats (bashki) Topojë | Religieuze samenstelling in de plaats (bashki) Topojë | Religieuze samenstelling in de plaats (bashki) Topojë | Religieuze samenstelling in de plaats (bashki) Topojë |
| Deelgemeente                                          | Aantal inwoners (census 2011)                         | Islam (%)                                             | Katholieke Kerk in Albanië (%)                        | Albanees-Orthodoxe Kerk (%)                           | Bektashi (%)                                          |
| ----------------------------------------------------- | ----------------------------------------------------- | ----------------------------------------------------- | ----------------------------------------------------- | ----------------------------------------------------- | ----------------------------------------------------- |
| Topojë                                                | 4.246                                                 | 7,80 procent                                          | 7,82 procent                                          | 43,69 procent                                         | 0,12 procent                                          |